# Szilágyróna
Szilágyróna település Romániában, Szilágy megyében.

## Fekvése
Zsibóval szemben, a Szamos jobb partján, Hosszúújfalu és Turbóca közt fekvő település.

## Története
Szilágyróna (Róna) nevét 1338-ban említette először oklevél, Rona néven.
1338 előtt Róna Belsőszolnokvármegyéhez tartozott, Renald Magnus és nagybátyja, László birtoka volt, később Mihály fia Simon a székelyek ispánjának birtoka lett.
1339-ben Pogány (Pagan) István mester kapta meg.
A 15. században a Jakcsiak birtoka volt. 1545-ben Kővárhoz tartozott és Jakcsi Mihály birtoka volt. 1575-ben Jakcsi Pétert írták földesurának, később pedig a Wesselényiek szerezték meg, az ő birtokuknak írták 1604-ben is.
1847-ben 338 lakosa volt, ebből görögkatolikus 336, református 2 volt.
1890-ben 389 lakosából 23 magyar, 366 román, melyből görögkatolikus 367, református 17, izraelita 15 volt. A házak száma ekkor 78 volt.
Az 1910-es népszámláláskor 421 lakosából 33 magyar, 380 román, ebből 388 görögkatolikus, 23 református, 9 izraelita volt.
Szilágyróna a 20. század elején Szilágy vármegye Zsibói járásához tartozott.

## Nevezetességek
- Görögkatolikus fatemploma 1849-ben épült. Anyakönyvet 1851-től vezetnek.
- Itt, a Róna határán levő Rákóczi-hegyről vett búcsút Erdélytől II. Rákóczi Ferenc, miután a lába előtt folyó Szamos túlsó partján levő síkságon, ahol Róna, Őrmező és Zsibó határa összeér, csatát vesztett.